# Forcipomyia unifascicornis
Forcipomyia unifascicornis är en tvåvingeart som beskrevs av Tokunaga 1959. Forcipomyia unifascicornis ingår i släktet Forcipomyia och familjen svidknott. Inga underarter finns listade i Catalogue of Life.